# Ada Air

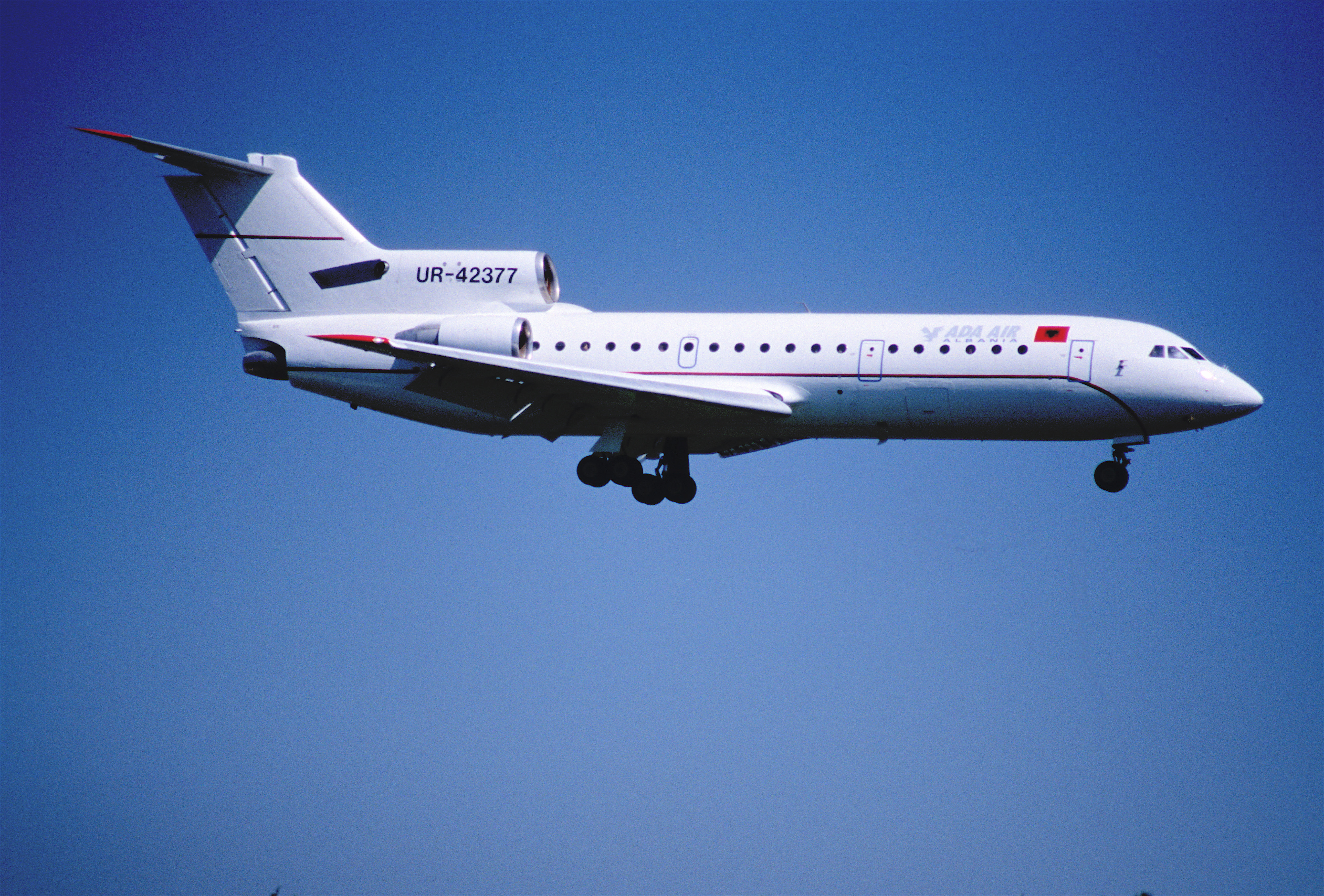

Ada Air (Code AITA : ZY ; code OACI : ADE) est la première compagnie aérienne d'Albanie, de type régional, reconnue par l'AITA depuis mai 1992. Elle assure des vols réguliers depuis le 3 février 1992.
Principales destinations de la compagnie :
- Tirana - Bari (quotidien)
- Tirana - Salonique (5 fois/semaine) (vol cargo)

- Des vols charters (Europe, Moyen-Orient, Afrique du Nord)

Ada Air assure aussi un service de vols cargo et charter pour VIP ou des opérations d'évacuation.
Elle dispose de deux avions, un exploité à 50 % par DHL, un autre appartenant à Montenegro Airlines.